# Amazonides tabida
Amazonides tabida är en fjärilsart som beskrevs av Achille Guenée 1852. Amazonides tabida ingår i släktet Amazonides och familjen nattflyn. Inga underarter finns listade i Catalogue of Life.